# رانودیاوا
رانودیاوا (به لاتین: Ranwediyawa) یک منطقهٔ مسکونی در سری‌لانکا است که در استان مرکزی (سری‌لانکا) واقع شده‌است.